# Shaw Air Force Base
Shaw Air Force Base (Shaw AFB) (IATA: SSC, ICAO: KSSC, FAA LID: SSC) è una base aerea della United States Air Force che dista circa 13,5 km dal centro di Sumter (Carolina del Sud). È subordinata all'Air Combat Command (ACC). Il 20th Fighter Wing (20th FW) USAF è l'unità aeronautica principale in tale sede.
È una delle più grandi basi utilizzate dagli USA, ed è una delle due basi aeree sugli Stati Uniti continentali che dispongono di una linea ferroviaria attiva. (Beale Air Force Base (California) adopera una sola locomotiva GE da 20 t sulla pista dell'aeroporto. In Alaska, Eielson Air Force Base e Clear Air Force Station hanno ferrovie della base con forza motrice autonoma.)

## Storia

### Ten. Ervin David Shaw
Il nome della base è un omaggio alla memoria del Primo tenente Ervin David Shaw, un pilota della prima guerra mondiale. Il tenente Shaw fu uno dei primi americani impegnati in missioni aeree di combattimento nella Grande guerra. Shaw, originario della Contea di Sumter, fu assegnato al Royal Air Force 48 Squadron, come membro del Royal Canadian Air Service. Shaw morì quando tre aerei nemici attaccarono il suo Bristol F.2B di ritorno da una missione di ricognizione il 9 luglio 1918. Il tenente Shaw abbatté uno dei suoi attaccanti prima di soccombere a propria volta.

### Seconda guerra mondiale
Shaw Field fu attivato il 30 agosto 1941 e sottoposto alla giurisdizione dell'Army Air Corps Southeast Air Corps Training Center. La missione del nuovo campo di aviazione era costituire una scuola di volo elementare (Phase II) per istruire al volo i cadetti aviatori, e la Air Corps Basic Flying School fu attivata nel campo il 26 giugno per gestire la scuola. Il campo di aviazione consisteva di tre piste da 1 400 m e diversi campi ausiliari.
- Shaw AAF Aux No. 1 - (Burnt Gin Airfield), Wedgefield, (Carolina del Sud) 33°53′08.628″N 80°29′45.85″W
- Shaw AAF Aux No. 2 - (Rembert Airfield), Rembert (Carolina del Sud) 34°06′15″N 80°33′10″W
- Shaw AAF Aux No. 3 - (Monaghan Airfield), Sumter (Carolina del Sud) 33°51′30″N 80°23′10″W
- Shaw AAF Aux No. 4 - (Sumter Airfield), Sumter (Carolina del Sud) 33°56′00″N 80°22′00″W

Le attività di volo al campo iniziarono il 22 ottobre 1941 usando velivoli Vultee BT-13 Valiant. SI completò un acquartieramento sufficiente per il primo gruppo di cadetti che iniziavano l'addestramento il 15 dicembre 1941, ed il primo corso finì l'addestramento nel febbraio 1942. La rampa di parcheggio in cemento fu ultimata nel maggio 1942.
Nell'ottobre 1942 l'addestramento al volo fu trasformato in "avanzato" (Phase III) con l'impiego di monomotore AT-6 Texan e bimotore Beech AT-10. Durante la seconda guerra mondiale la Army Air Forces Pilot School, agli ordini dello AAF Southeast Training Center addestrò più di 8 600 piloti nel curriculum di volo di base ed avanzato; i suoi diplomati furono inviati all'Advanced Flight Training su aerei monomotore o plurimotore.
Il 1 aprile 1945 la giurisdizione su Shaw Field fu trasferita alla First Air Force. Il 139th Army Air Force Base Unit, I Fighter Command divenne l'unità principale, e i piloti furono inviati a Shaw per un addestramento connesso al passaggio ai caccia monomotore Republic P-47 Thunderbolt.
Per un breve periodo, Shaw fu impiegata come campo per prigionieri di guerra. Il primo gruppo di prigionieri tedeschi arrivò il 1º marzo 1945. Alla fine, 175 di loro vivevano in un accampamento appena fuori della base principale, sulla Peach Orchard Road (conosciuta anche come South Carolina Hwy 441) attraverso la porta (attualmente chiusa) dell'ospedale sul lato di Shaw e lavoravano in fattorie della zona. Partirono nei primi mesi del 1946 per la ricostruzione delle città europee devastate nel corso della guerra. Quei prigionieri furono poi rimpatriati in Germania intorno al 1947, anche se alcuni ritornarono nella zona di Shaw e Sumter, ottenendo la cittadinanza USA.

### Dopoguerra
Shaw Army Airfield fu stabilita come infrastruttura permanente delle United States Army Air Forces, essendo stata trasferita alle Continental Air Forces il 16 aprile 1946. Dal luglio 1946 al maggio 1947 Shaw fu la sede di 414th e 415th Night Fighter Squadron.
Gli squadroni impiegarono i Northrop P-61 Black Widow in Europa con la Ninth Air Force durante la Seconda guerra mondiale, e furono riassegnati agli USA al termine delle ostilità. Il 414th fu trasferito alla Caribbean Air Force presso la Rio Hato AB (Panama) nel marzo 1947 per svolgere una missione di difesa aerea sul canale di Panama.
Il 415th fu riassegnato all'Alaska Air Command sulla'isola di Adak (Alaska) nel maggio 1947 sempre per svolgere una missione di difesa aerea, sulle isole Aleutine e sulle acque territoriali dell'Alaska occidentale.

### United States Air Force

#### 20th Fighter Group

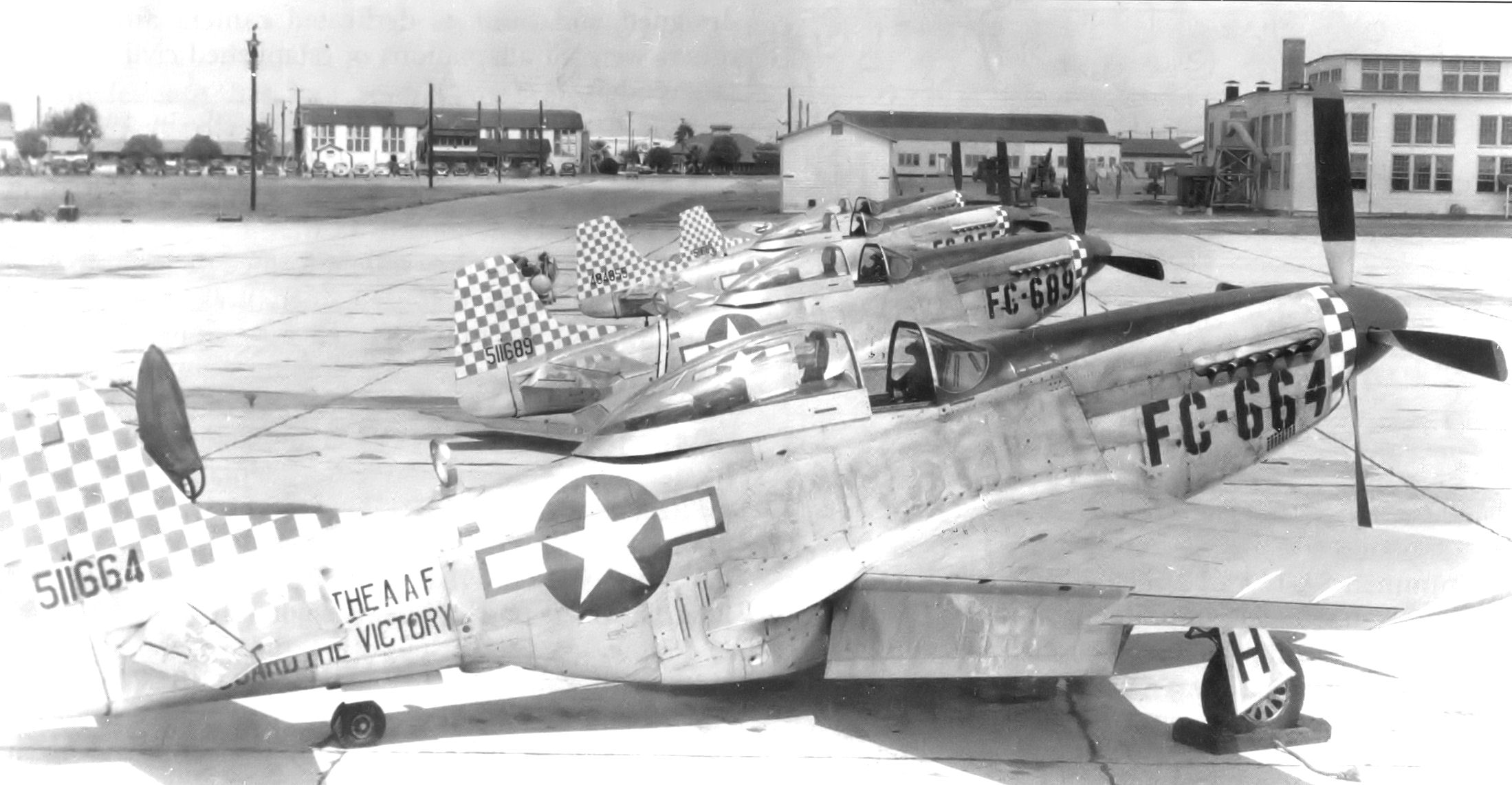
Alcuni P-51D Mustang del 20th Fighter Group parcheggiati a Shaw Field, novembre 1946. Numeri di serie identificati: 45-11665, 45-11689, e 44-84855. Si noti il "buzz number" post-bellico sulla fusoliera assieme alle scritte AAF del tempo di guerra e alla verniciatura a scacchi della stessa epoca su cappottatura e coda.

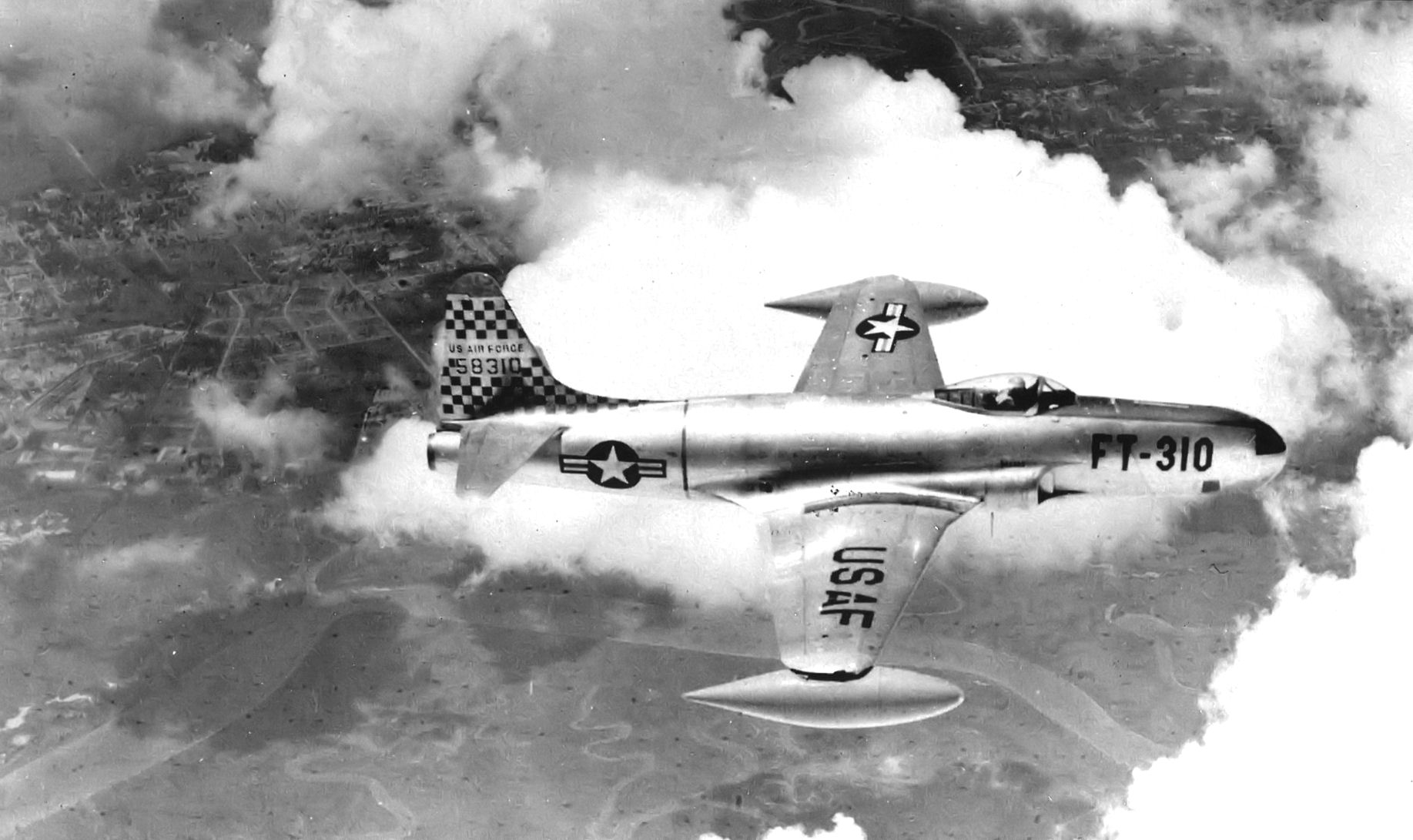
Il Lockheed RF-80A-5-LO Shooting Star del 161st Tactical Reconnaissance Squadron, 45-8310, Shaw AFB, 1950.

La giurisdizione su Shaw fu ancora trasferita al Tactical Air Command il 23 marzo 1946. Il 20th Fighter Group fu riassegnato a Shaw il 20 ottobre 1946 da Biggs Army Airfield (Texas) che a sua volta fu trasferito allo Strategic Air Command. Il 20th FG passò sotto la Ninth Air Force.
Dopo che la United States Air Force fu istituita come forza armata autonoma nel settembre 1947, Shaw Army Airfield fu rinominato Shaw Air Force Base (in quanto non più base dell'esercito, ma della neonata aeronautica), il 13 gennaio 1948 e il 15 agosto 1947 fu attivato il 20th Fighter-Bomber Wing in applicazione dell'Hobson Plan.
Il 20th Fighter Group venne dapprima dotato di North American P-51D, che però nel febbraio 1948 fu rimpiazzato dal F-84B Thunderjet; fu il primo gruppo del Tactical Air Command a ricevere degli F-84 operativi. Il gruppo era composto da 55th, 77th e 79th Fighter Squadron. Gli F-84 iniziarono ad arrivare nel febbraio 1948 e nel maggio dello stesso anno fu completata la dotazione. Ne perirono nove in incidenti prima che i rimanenti fossero restituiti alla Republic Aircraft (il costruttore) che provvide a sostituirli con modelli F-84D. Il 1º febbraio 1949 lo stormo (wing) passò sotto il comando della Fourteenth Air Force.
Il 23 settembre 1949 il 161st Tactical Reconnaissance Squadron fu trasferito dal 20th al 363d Tactical Reconnaissance Wing presso Langley AFB (Virginia). Tale unità impiegava il Lockheed RF-80A, una versione da ricognizione dell'F-80 Shooting Star. Un ridimensionamento delle unità di aviazione nell'aprile 1949 fu accompagnato dall'accorpamento di reparti in un numero più limitato di basi. Quando scoppiò la guerra di Corea nel 1950, al 161st fu affidata la missione di addestrare piloti da ricognizione sostitutivi. Il 161st TFS divenne il nucleo sul quale si sviluppò la missione del 363rd Tactical Reconnaissance Wing a Shaw quando lo stormo vi si trasferì nel 1951.
Il 20th fu riassegnato a Langley AFB (Virginia) il 1º dicembre 1951 in preparazione di un definitivo rischieramento presso RAF Wethersfield (Inghilterra) a supporto della NATO.

#### 363rd Tactical Reconnaissance Wing

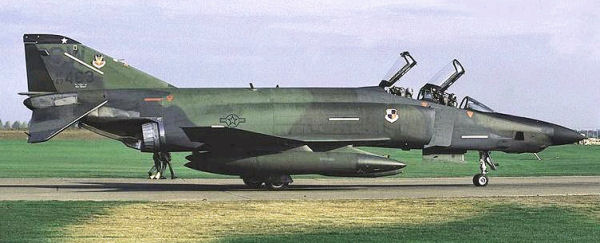
Il McDonnell RF-4C-34-MC Phantom II, AF Serial No. 67-0436, del 16th Tactical Reconnaissance Squadron, ottobre 1986. Si noti lo schema mimetico NATO europeo, il codice di coda "SW" e i contrassegni USAF a bassa visibilità. Questo fu uno degli ultimi RF-4C utilizzati dal 363d TFW prima che fossero ritirati dal servizio nel 1989.

Il 1 aprile 1951 il 363d Tactical Reconnaissance Wing fu trasferito dalla base di Langley a quella di Shaw. Il 363rd TRW sarebbe rimasto a Shaw, con varie denominazioni, per i successivi 43 anni. La missione dello stormo era di eseguire operazioni di fotografia aerea, di elettronica ed intelligence elettronica a sostegno di attività sia aeree sia terrestri condotte da forze americane o alleate attraverso la sua componente operativa, il 363d Tactical Reconnaissance Group. Inoltre, il 363rd garantiva l'addestramento di equipaggi da ricognizione aerea.
Anche il comando principale della Ninth Air Force fu trasferito a Shaw dalla Pope Air Force Base (Carolina del Nord) il 1º settembre 1954. Durante la permanenza del 363rd TRW a Shaw (1951–1993), tale stormo fu il primo reparto operativo USAF equipaggiato con i seguenti apparecchi:
- Martin RB-57A Canberra
- Douglas RB-66 Destroyer
- McDonnell RF-101 Voodoo
- McDonnell Douglas RF-4C Phantom II

Nei quattro decenni seguenti, gli squadroni dipendenti dal 363rd si alternarono spesso. Quasi tutti gli equipaggi USAF addetti alla ricognizione aerea tattica furono addestrati o ospitati alla Shaw Air Force Base.

##### 432nd Tactical Reconnaissance Wing

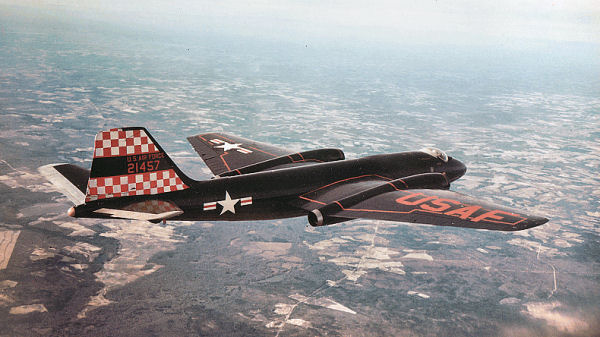
Il Martin RB-57A-MA, AF Serial No. 52-1457 del 43d Tactical Reconnaissance Squadron. Questo aereo attualmente è in esposizione statica al Museo dell'aviazione, Robins AFB (Georgia).

Il 23 marzo 1953 fu riattivato a Shaw il 432d Tactical Reconnaissance Group. Compito del gruppo era subentrare nella missione di addestramento alla ricognizione che in precedenza era affidata al 363d TRW. Divenuto stormo (432d Tactical Reconnaissance Wing) l'8 febbraio 1958, esso gestiva la scuola avanzata di volo e ricognizione tattica USAF (Advanced Flying Training School, Tactical Reconnaissance). Sia il 432nd sia il 363rd TRW dipendevano dalla 837th Air Division, con comando principale a Shaw.
Il gruppo inizialmente svolgeva l'addestramento con due squadroni (20th, 29th) utilizzanti il Republic RF-84F "Thunderflash", ed altri due (41st, 43rd) che volavano su Martin RB-57A "Canberra". Nel 1957 il gruppo aggiornò il 20th e il 29th con il McDonnell RF-101C "Voodo", mentre il 41st e il 43rd passarono all'EB-66C Destroyer predisposto per la guerra elettronica.
Per ragioni finanziarie, il 432rd TRW fu disattivato l'8 aprile 1959. Gli squadroni (TRS) 17th e 18th dotati di RF-101C furono schierati nella NATO, previa riassegnazione al 66th Tactical Reconnaissance Wing presso Laon-Couvron Air Base (Francia).

##### 4411th Combat Crew Training Group
La missione di addestramento alla ricognizione fu ripresa dal 4411th Combat Crew Training Group, dotato di velivoli RF-101C ed EB-66C. Il 4411th CCTG divenne un gruppo operativo dipendente dal 363d TRW e continuò la missione addestrativa a Shaw per la ricognizione aerea finché lo stormo, e la stessa 837th Air Division, furono disattivati il 1º febbraio 1963. Tutte le risorse provenienti da queste organizzazioni furono poi trasferite al 363 TFW.

##### 66th Tactical Reconnaissance Wing

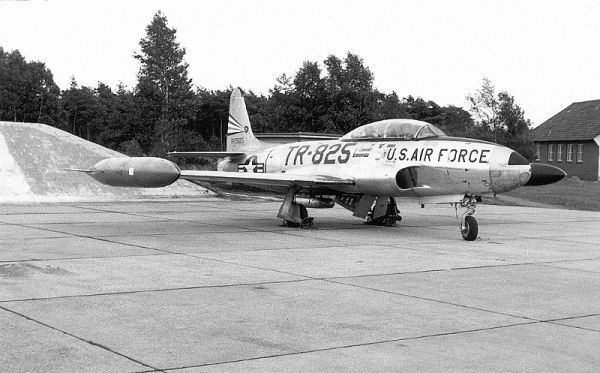
Il Lockheed F/RF-80C-10-LO Shooting Star, 49-1825, del 366th Tactical Reconnaissance Wing, ripreso a Sembach Air Base (all'epoca, Germania Ovest) dopo che lo stormo era stato trasferito alla NATO nel 1953.

Il 1 gennaio 1953 fu attivato a Shaw il 66th Tactical Reconnaissance Wing, in sostituzione del 118th Tactical Reconnaissance Wing, il cui titolo ritornò all'Air National Guard del Tennessee dopo la Seconda guerra mondiale, in cui il 66th Fighter Group aveva operato nel teatro europeo partecipando all'Eighth Air Force. Il 66th Reconnaissance (in seguito, Strategic Reconnaissance) Group, appartenne allo Strategic Air Command (SAC) dal luglio 1947 al maggio 1951, presso Barksdale AFB (Louisiana) come unità collegata dell'Air Force Reserve sotto la direzione di unità in servizio attivo allo scopo di addestrare e mantenere la competenza nelle operazioni di ricognizione, per quanto atteneva al suo personale di riserva militare.
Il 66th TRW fu formato a Shaw da risorse RB-26 del 18th TRS e RF-80 trasferite dalla Corea del Sud. Stormi e squadroni si addestrarono a Shaw prima di dispiegarsi presso la NATO. Il 66th aveva tre squadroni operativi (TRS): il 30th, il 302nd e il 303rd. Il 30th TRS volava su RB-26 Invader, equipaggiati per la ricognizione notturna, mentre 302h e 303rd usavano l'RF-80 Shooting Star per ricognizione diurna.
Il 25 giugno 1953, il 66th TRW partì da Shaw, poiché assegnato alla Sembach Air Base (all'epoca, Germania Ovest). Poco prima che lo stormo fosse trasferito alla NATO, il 303rd TRS era stato dotato dei nuovi RF-80A.

#### 363d Fighter Wing

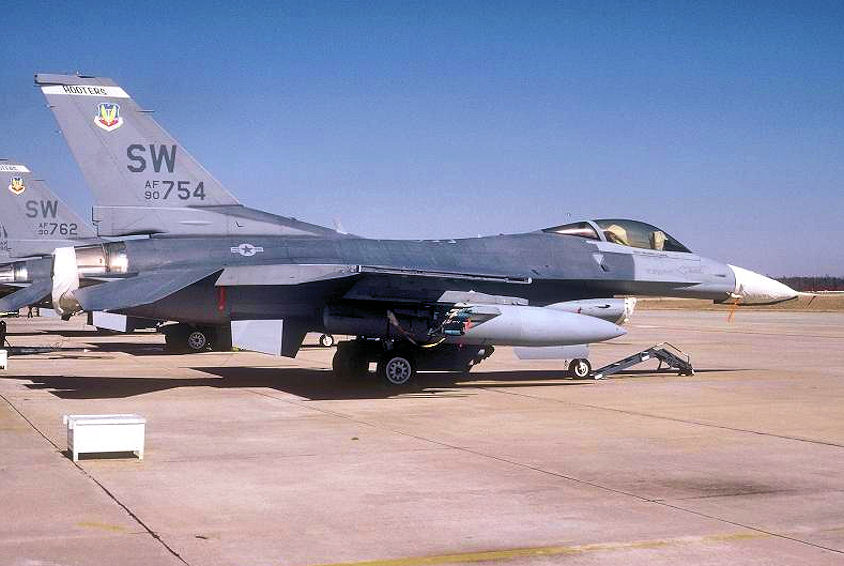
L'F-16C Block 42J Fighting Falcon, 90-754, del 17th Fighter Squadron. Dopo che lo squadrone fu disattivato il 31 dicembre 1993, questo aereo fu trasferito a Luke AFB (Arizona) dove fu impiegato per addestrare i piloti di F-16, mentre oggi è assegnato al 310th Fighter Squadron, 56th Operations Group.

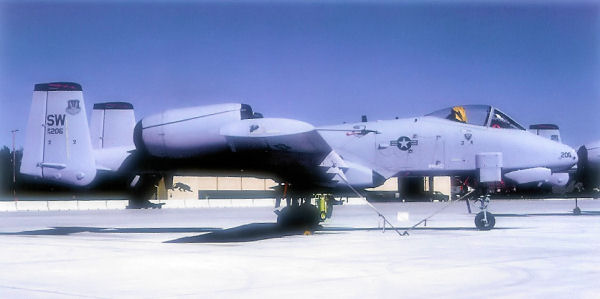
Il Fairchild Republic A-10A Thunderbolt II, AF Serial No. 79-0206, del 21st Fighter Squadron, 29 settembre 1993.

Verso il 1980, l'avvento della ricognizione satellitare rese sempre meno avvertita la necessità di una ricognizione tattica aerea. L'obsolescenza ed il ritiro dell'RF-4C degli anni 1960 da un lato, e da un altro la disponibilità in Europa del Lockheed TR-1 per la ricognizione tattica provocarono la decisione di riallineare la missione del 363rd TRW. La missione di addestramento per la ricognizione dello stormo terminò nel 1981 e a partire dal 1982 lo stormo sarebbe divenuto il 363d Tactical Fighter Wing (363d TFW), munito di velivoli General Dynamics F-16. La data di decorrenza formale della nuova denominazione fu il 1º ottobre 1981.
Il 363d TFW ricevette il primo F-16 il 26 marzo 1982. Impiegò apparecchi F-16A/B Block 10 fino al 1984, poi li cambiò con i Block 15; nell'autunno 1985 passò agli F-16C/D Block 25, adottando i Block 42 alla fine del 1991. Tutti gli aerei recavano il codice di coda "SW".
Con la chiusura della Myrtle Beach Air Force Base (Carolina del Sud) e la disattivazione del 354th Fighter Wing, fu attivato a Shaw il 21st Tactical Fighter Squadron che ricevette 30 Republic A/OA-10 Thunderbolt II dal disciolto 355th Fighter Squadron, il 1º aprile 1992. Tutti gli A-10 in dotazione al 21st TFS furono designati OA-10A.
A seguito della distruzione, nell'agosto 1992, di Homestead AFB (Florida) a causa dell'uragano Andrew, nel settembre 1992 il 309th Fighter Squadron del 31st Fighter Wing fu inizialmente evacuato a Shaw prima che l'uragano provocasse smottamenti. Poiché Homestead sarebbe rimasta fuori uso per un lungo periodo successivo all'uragano, il 1º ottobre 1992 lo squadrone fu assegnato permanentemente al 20th FW.
Il 9 agosto 1990, il 17th e il 33d TFS del 363d TFW divennero i primi squadroni con F-16 schierati negli Emirati Arabi Uniti per l'operazione Desert Shield. Agendo dalla Al Dhafra Air Base come 363d Provisional Wing (assieme al 10th TFS del 50th TFW, Hahn Air Base, Germania), lo stormo svolse missioni di combattimento in Iraq e Kuwait nel corso dell'operazione Desert Storm tra il 17 gennaio ed il 28 febbraio 1991.
Dopo Desert Storm, il 19th ed il 33d Tactical Fighter Squadron furono schierati nel golfo Persico a sostegno dell'operazione Southern Watch, un'impresa di coalizione per imporre la "zona di non sorvolo" irachena a sud del 32º parallelo nord. Il 33rd TFS passò alla storia quando uno dei suoi piloti abbatté un aereo iracheno con un missile AIM-120. L'incidente segnò infatti il primo caso in cui un AIM-120 era impiegato in combattimento, ed anche il primo abbattimento aria-aria all'attivo di un F-16 USA.

#### 20th Fighter Wing
In conseguenza alla fine della Guerra fredda, l'aeronautica apportò parecchi vistosi cambiamenti disattivando e rinominando stormi e relative unità. Già nei primi anni 1990 si verificò una significativa riduzione delle forze in Europa, che rispecchiava la nuova situazione del continente dopo la caduta del muro di Berlino. Il 15 dicembre 1993 fu chiusa la linea di volo presso RAF Upper Heyford (Inghilterra) e l'unità che vi era di stanza, il 20th Fighter Wing, fu trasferito da USAFE all'Air Combat Command. Il 20th fu riassegnato a Shaw AFB, in sostituzione del 363d Fighter Wing, come previsto dal programma USAF sulla successione di reparti: le unità con una storia più antica sono mantenute in servizio attivo, e le più recenti vengono disattivate.
il 363rd Fighter Wing fu disattivato a Shaw AFB il 31 dicembre 1993. il giorno dopo, 1 gennaio 1994, il 20th Fighter Wing fu disattivato a RAF Upper Heyford e riattivato senza personale né mezzi a Shaw AFB, ritornando alla base che esso aveva lasciato, per il servizio NATO, quarantun anni prima.
Subito dopo l'attivazione a Shaw, il 20th Fighter Wing prese il personale e i mezzi del disattivato 363d Fighter Wing. Gli squadroni operativi del 363d Operations Group furono assegnati al 20th Operations Group e rinominati come segue:
- 17th Fighter Squadron -> 77th Fighter Squadron (F-16C/D)
- 19th Fighter Squadron -> 78th Fighter Squadron (F-16C/D)
- 21st Fighter Squadron -> 55th Fighter Squadron (OA-10A)
- 309th Fighter Squadron -> 79th Fighter Squadron (F-16C/D)

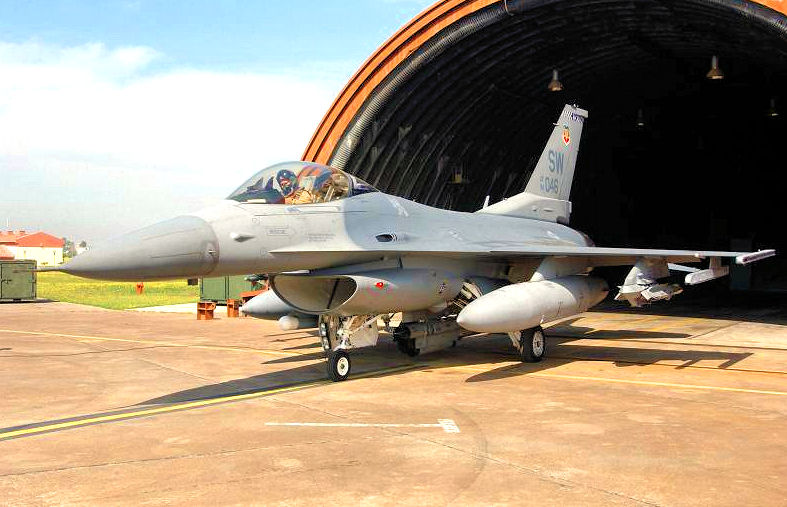
L'F-16C Block 50, 94-0046, del 77th FS ad Incirlik AB (Turchia), 12 aprile 2003, dopo l'operazione Iraqi Freedom.

Dopo il trasferimento a Shaw nel 1994 il 20th ha preso parte e continua a prendere parte a numerose operazioni. Nel settembre 1994 il 20th ha garantito la copertura di caccia alle operazioni USA in Haiti durante l'operazione Uphold Democracy. Tale operazione reintegrò il presidente democraticamente eletto Jean-Bertrand Aristide che era stato estromesso nel settembre 1991 da forze militari di Haiti.
Allo stormo fu richiesto di inviare F-16 a sostegno delle operazioni NATO durante la guerra del Kosovo nell'aprile 1999. Il 4 maggio 1999 un F-16, 91-0353, del 78th Expeditionary Fighter Squadron decollato dalla base aerea di Aviano, abbatté un MiG-29 jugoslavo (numero dell'aereo 109). Il 10 giugno 1999 tutte le operazioni aeree NATO furono sospese.
Negli anni 1990 il 20th FW alternò periodicamente alcuni squadroni in Iraq per farvi rispettare la zona di non sorvolo. L'operazione Southern Watch iniziò in agosto 1992 e terminò con l'invasione dell'Iraq nel 2003. Gli squadroni del 20th FW si alternarono in Medio Oriente e altrove per rendere effettiva la zona di non sorvolo. Altre missioni periodiche di squadroni del 20th FW si appoggiarono alla base aerea di Incirlik (Turchia) per imporre la no-fly zone nel nord Iraq tra gennaio 1997 e marzo 2003.
Dopo gli attacchi terroristici dell'11 settembre 2001, il dipartimento della Difesa sviluppò l'operazione Noble Eagle per proteggere il territorio USA nella guerra al terrorismo. Il 20th FW è stato incaricato di assicurare pattuglie sopra New York, Washington e altre località affidate alla sua protezione. Oltre ai compiti di Noble Eagle il 20th fornisce la copertura di caccia per il Presidente (POTUS) durante i suoi viaggi e a Camp David.
Nel febbraio 2003 il 20th FW dispiegò circa 1 300 effettivi e 15 aerei nel 363d Air Expeditionary Wing (363 AEW) presso Prince Sultan Air Base (Arabia Saudita), aggregati al 363d Air Expeditionary Wing provvisorio del CENTAF. Questo trasferimento concorreva all'operazione Iraqi Freedom (OIF), la serie di azioni statunitensi volte a destituire Saddam Hussein dalla guida dell'Iraq. Nel maggio 2008 il 77th FS rischierò i suoi aerei ed avieri, assieme agli specialisti di manutenzione del 20th Maintenance Group (20 MXG), presso la Joint Base Balad (Iraq), da cui svolsero operazioni fintantoché non furono sostituiti dal 55th FS nell'ottobre 2008. Quest'ultimo reparto operò in Iraq fino al gennaio 2009.
Nel corso del 2009, in previsione di futuri dispiegamenti, i tre squadroni si dedicarono a recuperare l'insieme di competenze dell'equipaggio che si atrofizzano durante un dispiegamento operativo. Nel 2010 il 55th e il 77th combatterono ancora una volta in Iraq. Il 77th FS fu ancora l'unità principale del 20th FW mobilitata alla Joint Base Balad nel gennaio 2010. Il 77th eseguì le operazioni fino a quando fu sostituito dal 55th FS nel maggio 2010. Il 55th terminò la propria missione in Iraq nell'ottobre 2010.
Lo stormo è stato chiamato a mandare uomini e mezzi a sostegno delle operazioni in Afganistan. Uno di questi dispiegamenti fu nel gennaio 2007, con 150 avieri schierati nell'ambito di un corpo di spedizione aereo. Dall'ottobre 2009 al febbraio 2010 il 79th FS schierò i suoi aerei e avieri, assieme agli specialisti di manutenzione del 20th Maintenance Group (20 MXG), presso l'aeroporto di Bagram, Afganistan.

#### Third US Army

Emblema dello United States Third Army

Nelle sue raccomandazioni della 2005 Base Realignment and Closure Commission, il Dipartimento della Difesa consigliava di trasferire il comando centrale del Third US Army da Fort Gillem e Fort McPherson (Georgia), ricostituendolo a Shaw AFB. Questa indicazione faceva parte di una direttiva più ampia che avrebbe portato alla chiusura di Fort Gillem e Fort McPherson.
Il 1 giugno 2011 si tenne la cerimonia di inaugurazione del quartier generale del Third Army a Shaw, nella Patton Hall. Il Third Army continuò a trasferire personale e materiali in modo da essere pienamente operativo a Shaw AFB entro il 15 giugno 2011. Si calcolò che circa 3 000 persone, famiglie comprese, si fossero ricollocate nella zona di Sumter. Gli addetti ai lavori dovrebbero essere intorno ai 1 200, destinati ad operare in una struttura di comando e controllo da 100 milioni di dollari, estesa su una superficie di 30 000 m². La nuova Patton Hall è stata costruita in 22 mesi, ha 42 sale riunioni, un auditorium da 200 posti e può ospitare fino a 1 500 operatori.

## Reparti attuali
Oggi a Shaw rimane il 20th Fighter Wing. Come stormo di guarnigione, mantiene anche la responsabilità di garantire strutture, personale e materiali necessari all'efficienza della base. Le principali componenti del 20th FW sono:
- 20th Operations Group (20 OG) (codice di coda "SW")

Il 20th Operations Group adopera circa 80 caccia F-16CJ in missioni convenzionali, come pure SEAD, di attacco strategico, contraeree, di interdizione aerea, di cooperazione aeronavale e infine di ricerca e soccorso tattico.
- 20th Maintenance Group

Il 20th Maintenance Group comprende il 20th Aircraft Maintenance Squadron, il 20th Component Maintenance Squadron, il 20th Equipment Maintenance Squadron ed il 20th Maintenance Operations Squadron.
- 20th Mission Support Group

Il 20th Mission Support Group assiste più di 5 400 tra militari e dipendenti cvili, e 11 000 loro familiari. Il 20th MSG si deve altresì occupare di numerosi ettari di suolo, tra cui 97 000 m² di parco pubblico posto 60 km a nordovest del lago Waterlee, e i circa 49 km² del Poinsett Electronic Combat Range (poligono addestrativo) che si trova 16 km a sudovest della base.
- 20th Medical Group

Il 20th Medical Group fornisce servizi medici ambulatoriali e odontoiatrici a 20th Fighter Wing, Headquarters 9th Air Force e reparti collegati. Si tratta di una struttura ambulatoriale con un servizio di trasporto su ambulanze permanentemente attivo.
Gli altri reparti ospitati sono:
- Headquarters (comando principale) Ninth Air Force (9 AF)[19]
- United States Air Forces Central (USAFCENT), la componente aeronautica dello United States Central Command (arrivata il 20 agosto 1954).
- Detachment (distaccamento) 1, 609th Air and Space Operations Center (609 AOC)
- United States Army Central (USARCENT), la componente terrestre (US Army) dello United States Central Command.

## Major commands sovraordinati
- Southeast Air Corps Training Center, 26 giugno 1941

Rinominato: AAF Southeast Training Center, 29 ottobre 1942
Rinominato: Army Air Forces Eastern Flying Training Command, 31 luglio 1943
- First Air Force, 1 aprile 1945
- Continental Air Forces, 16 aprile 1945
- Air Defense Command, 1 marzo 1946
- Tactical Air Command, 23 marzo 1946
- Continental Air Command, 1 dicembre 1948
- Tactical Air Command, 1 dicembre 1950
- Air Combat Command, 1 giugno 1992 – oggi

### Grandi unità assegnate
- 77th Air Base Squadron, 1 agosto 1941 – 10 luglio 1942

Rinominato: 77th Base HQ and Air Base Squadron
10 luglio 1942 – 20 aprile 1944
- 2142d AAF Base Unit, 30 aprile 1944 – 31 marzo 1945
- 139th AAF Base Unit, 31 marzo 1945 – 31 marzo 1946
- 67th Reconnaissance Group, 11 febbraio 1946 – 31 marzo 1946
- 316th AAF Base Unit, 31 marzo 1946 – 25 agosto 1948
- 20th Fighter Group (poi Wing)

20 ottobre 1946 – 1 dicembre 1951; 1 gennaio 1994 – oggi
- 161st (poi 18th) Tactical Reconnaissance Squadron (Declassified Unit History, agosto 1944 - aprile 1945)

23 settembre 1949 – 25 maggio 1959
- 437th Troop Carrier Wing, 1 agosto 1950 – 16 ottobre 1950
- 363d Tactical Reconnaissance Wing, 6 novembre 1951 – 1 gennaio 1994
- 66th Tactical Reconnaissance Wing, 1 gennaio 1953 – 25 giugno 1953
- 432d Tactical Reconnaissance Group, 18 marzo 1954 – 5 febbraio 1958

432d Tactical Reconnaissance Wing, 8 febbraio 1958 – 18 giugno 1959
- Ninth Air Force (poi dual-hatted as US Air Forces Central), 20 agosto 1954 – oggi
- 837th Air Division, 8 febbraio 1958 – 1 febbraio 1963
- 4411th Combat Crew Training Group, 8 aprile 1959 – 15 giugno 1969
- 4416th Test Squadron, 15 giugno 1963 – 1 maggio 1970
- 682nd Air Support Operations Squadron, 1 dicembre 1971 - 15 giugno 2011